# Stenoscorpio
Stenoscorpioniidae
Famille
Genre
Stenoscorpio, unique représentant de la famille des Stenoscorpioniidae, est un genre fossile de scorpions.

## Répartition
Les espèces de ce genre ont été découvertes en Angleterre. Elles datent du Trias.

## Liste des espèces
Selon World Spider Catalog 20.5 :
- † Stenoscorpio gracilis (Wills, 1910)
- † Stenoscorpio pseudogracilis (Wills, 1947)

## Publication originale
- (en) Erik Norman Kjellesvig-Waering, « A restudy of the fossil Scorpionida of the World », Palaeontographica Americana, 1986, vol. 55, p. 5-287.